# Phaenicophaeus diardi
La malcoa pancianera o malcoa beccoverde minore (Phaenicophaeus diardi Lesson, 1830), è un uccello della famiglia dei Cuculidae.

## Sistematica
Phaenicophaeus diardi ha due sottospecie:
- Phaenicophaeus diardi diardi
- Phaenicophaeus diardi borneensis

## Distribuzione e habitat
Questo uccello vive nel Tenasserim meridionale, nella Thailandia peninsulare, nella Malaysia peninsulare, negli stati di Sabah e Sarawak, nel Brunei, nel Borneo e su Sumatra. È regionalmente estinto su Singapore.